# Nistorești (okręg Buzău)
Nistorești – wieś w Rumunii, w okręgu Buzău, w gminie Costești. W 2011 roku liczyła 34 mieszkańców.